# Snuppy
Snuppy (* 24. April 2005) ist die Abkürzung für „Seoul National University Puppy“ und bezeichnet einen afghanischen Windhund, der von einem Wissenschaftlerteam unter der Leitung des später der Fälschung bezichtigten Veterinärmediziners Hwang Woo-suk aus Südkorea geklont und am 24. April 2005 von einer Labrador-Retriever-Hündin geworfen wurde. Seine Erbinformation stammt aus Hautzellen eines Ohrs seines Vaters. Es wurden insgesamt 1095 Embryos in die Gebärmutter von 123 Hündinnen eingesetzt, wonach es zu drei Schwangerschaften kam. Allerdings ist Snuppy der einzige Überlebende; eins seiner (potenziellen) Geschwister starb bei einer Fehlgeburt, der andere Welpe starb kurz nach der Geburt an Lungenentzündung.
Nach Bekanntwerden eines Fälschungsskandals um Hwang Woo-suk zum Jahreswechsel 2005/06 kamen auch Zweifel daran auf, ob Snuppy wirklich geklont sei. Im März 2006 bestätigte jedoch das amerikanische National Human Genome Research Institute die Korrektheit der Angaben zu seiner Herkunft.